# Арман де Перігор
Арман де Перігор (фр. Armand de Périgord; бл. 1178 —бл. 1244/1247) — 16-й великий магістр ордену тамплієрів в 1232—1244 роках.

## Життєпис
Походив з Дому Шарру. Четвертий син Елі V, графа Перігора, та Раймунди де Тюренн. Народився близько 1178 року. Замолоду став членом ордену тамплієрів.
Стосовно кар'єри в ордені відомо замало. За непідтвердженими відомостями з 1205 року був магістром Сицилії та Апулії. Втім є письмова згадка, що 1229 року обіймав посаду бальї ордену на Сицилії, можливо з 1210 року.
У 1232 році після смерті Педро де Монтеагудо обирається новим великим магістром тамплієрів. Продовжив політику спрямовану на розкол династії Аюбідів — підтвердив союз з Музаффар ад-Дін Мусою, еміром Дамаску, проти еміра Алеппо і султана Єгипту. Натомість запеклі суперники тамплієрів — госпітальєри — уклали союз з Єгиптом. 
Але 1233 року допоміг госпітальєрам у кампанії проти аль-Музаффара Махмуда, еміра Хами. Спільно з загонами антіохійців та кіпріотів було захоплено замки Монферран, Арджамін і Сомакіє.
Разом з тим підтримував Жана д'Ібелін у протистоянні з імператором Фрідріхом II та його представником Рікардо Філанджері, намісника Кіпру і Єрусалиму. Невдовзі тамплієри вигнали лицарів Тевтонського ордену з Акри, і ті перенесли свою резиденцію у замок Монфор. Боротьба тривала до 1236 року, коли помер Жан д'Ібелін.
Забезпечивши тил з боку Дамаску атакував єгипетські володіння уздовж Тиверіадського озера, проте не досяг успіху. 1236 року замок тамплієрів Баграс було взято в облогу Аль-Азізом Мухаммадом Айюбідом, еміром Алеппо. На допомогу лицарям прийшов Боемунд V, князь Антіохії. Але того ж року тамплієри зазнали тяжкої поразки при спробі захопити місто Дарбсак в Північній Сирії.
1237 року почався конфлікт з Гайтоном I, королем Кілікії, який конфіскував володіння ордену. Спільно з князем Антіохії Арман де Перігор вдерся до Кілікії, де успішно діяв проти супротивника. Але за посередника Костянтина Пайли, батька Гайтона I, було укладено сепаратний мир між королем Кілікії та великим магістром тамплієрів, за яким останні отримали усі конфісковані землі.
1239 року в Акрі підтвердив союз з новим еміром Дамаску Імад ад-Діном Ісмаїлом. Спільно з останнім діяв проти Єгипту. Водночас відбувалися постійні сутички з госпітальєрами.
1240 року намагався перетягнути на свій бік Річарда Корнуольського, що прибув до Палестини. Але той був прихильником госпітальєрів та союзу з Єгиптом. 
Після того, як Річард Корнуольський в тому ж 1240 році залишив Палестину, великий магістр тамплієрів фактично став лідером християн на Близькому Сході. Арман де Перігор наказав відновити колишню цитадель ордену на Храмовій горі в Єрусалимі, що було порушенням угоди імператора Фрідріха II з Аль-Камеліем, султаном Єгипту. За цим відновлено укріплення Єрусалиму, Тортони і Сафету. 1244 року у битві при Форбії спільно з еміром Дамаску зазнав нищівної поразки від єгипетсько-хорезмійської армії. За різними відомостями Арман де Перігор потрапив у полон або загинув у битві. Точна дата смерті невідома. За однією версією він загинув у цій битві.
За іншою версію він вижив, але потрапив у полон, перебуваючи в якому, помер у 1247 році.
Новим великим магістром став Рішар де Бюр.